# Pardosa elegans
Pardosa elegans là một loài nhện trong họ Lycosidae.
Loài này thuộc chi Pardosa. Pardosa elegans được Tord Tamerlan Teodor Thorell miêu tả năm 1875.